# Фомичёв, Андре
Андре́ (Андрей) Фомичёв (нем. André Fomitschow; 7 сентября 1990, Дрезден, ГДР) — немецкий футболист, полузащитник.

## Биография
Родился в 1990 году в Дрездене в семье русского происхождения. Его мать родом из Ленинграда, а отец — из Москвы, в конце 1980-х годов они переехали жить в Германию.
Начинал играть в футбол в клубе «Бром». Позже перешёл в молодёжку «Вольфсбурга». В 2009 году был переведён во вторую команду, которая играла в четвёртом дивизионе Региональной лиги «Север». Дебютировал 19 сентября 2009 года, когда вышел на поле в 8-м туре против второй команды «Герты» на 60-й минуте вместо Влада Мунтяну. Через 3 минуты после его передачи гол забил Фабиан Клос, и счёт стал 1:0. На 86-й минуте Фомичёв забил сам, доведя счёт до 2:0. В первом сезоне забил 14 мячей. В следующем сезоне сыграл 22 матча в чемпионате, забил три гола. В третьем сезоне в 33 играх забил 17 мячей.
10 июня 2012 года подписал контракт с клубом Бундеслиги «Фортуна» Дюссельдорф сроком на три года. Дебютировал 27 ноября 2012 года в игре против дортмундской «Боруссии» (1:1), где забил гол в компенсированное время.
14 января 2013 года Фомичёв перешёл в «Энерги Котбус» на правах аренды до конца сезона 2012/13. По окончании чемпионата аренда была продлена до конца сезона 2013/14.
20 июня 2014 года перешёл в «Кайзерслаутерн».
Сезон 2016/17 провёл в нидерландском клубе НЕК, а с 2017 года выступает в Хорватии за «Хайдук» Сплит.